# Футула
Футула са два водопада, разположени по поречието на Равна река, в подножието на високи скали в Природен парк „Сините камъни“, местността Карандила над Сливен.

## Местоположение
За да се достигне до водопадите, трябва да се тръгне наляво след горната станция на лифта „Сливен – Карандила“, минава се покрай трафопост, чешмата на Чорбаджи Златко и след около 200 метра спускане надолу по пътеката се достига до горния водопад (42°43′12.45″ с. ш. 26°21′25.41″ и. д. / 42.720125° с. ш. 26.357058° и. д., 940 м н.в.). На около 500 метра по-надолу по реката се намира и долният водопад (42°43′01.71″ с. ш. 26°21′20.36″ и. д. / 42.717142° с. ш. 26.355656° и. д., 840 м н.в.).

## Описание
Водният пад на всеки един от водопадите е около 10 метра.